# Inkanäbbmöss
Inkanäbbmöss (Caenolestidae) är en familj i infraklassen pungdjur. I familjen finns de enda levande arterna av ordningen näbbmuspungdjur (Paucituberculata). Denna djurgrupp består av tre släkten med tillsammans 6 arter.

## Utbredning och habitat
Inkanäbbmöss lever i norra och västra Sydamerika. De förekommer från Venezuela över Colombia, Ecuador och Peru till södra Chile (på ön Chiloé och det nära liggande fastlandet).
Inkanäbbmöss förekommer antingen i våta och kyliga områden med tät skog eller i Anderna mellan 2 000 och 4 000 meter över havet.

## Utseende
Inkanäbbmöss liknar näbbmöss men klassas som pungdjur trots att honorna saknar pung. På grund av att det saknas näbbmöss i Sydamerika (med undantag av mindre områden i kontinentens norra del) var det möjlig för inkanäbbmöss att uppta deras ekologiska nisch. Inkanäbbmöss har ett långsträckt huvud, en kroppslängd mellan 9 och 13 centimeter och en nästan lika lång svans. Vikten varierar mellan 14 och 41 gram. Pälsen är mjuk och tjock och har oftast en brun, grå eller svartaktig färg. Två framtänder från underkäken är förstorade och ofta synliga utanför munnen.
Tandformeln är I 4/3-4 C 1/1 P 3/3 M 4/4, alltså 46-48 tänder.

## Levnadssätt
Individerna är aktiva mellan skymningen och gryningen och vistas främst på marken. De har även bra förmåga att klättra i träd där de använder svansen som stöd. De rör sig snabba och skapar stigar i den täta undervegetationen genom att trampa ned växtligheten. De har bra hörsel och luktsinne men synen är mindre bra utvecklade.
Födan utgörs främst av insekter och andra ryggradslösa djur. I viss mån äter de även mindre ryggradsdjur och frukter. Vanligen letar de under senare eftermiddagen och första delen av natten efter föda. Före vintern skapas fettreserver i svansen.
Det är inte mycket känt om arternas fortplantningssätt. Honor har fyra till fem spenar men saknar pung (Marsupium).

## Hot
Arternas levnadsområde är mindre tillgängligt för människor och därför iakttas individerna sällan. Det största hotet utgörs av större skogsavverkningar. IUCN listar 2 arter som livskraftiga (least concern), 2 arter som nära hotade (near threatened) och 2 arter som sårbara (vulnerable).

## Systematik
Under tertiär när Sydamerika var isolerade från andra kontinenter bildades ordningen näbbmuspungdjur (Paucituberculata) av flera familjer. Efter Panamanäsets tillkomst flyttade flera moderkaksdjur till Sydamerika och näbbmuspungdjuren blev utpressade från sin ekologiska nisch. Idag finns bara en enda familj kvar. Tillsammans med pungråttorna bilar inkanäbbmössen överordningen Ameridelphia. Denna överordning och arten Chiloépungråtta är de enda pungdjuren på den amerikanska kontinenten. De skiljer sig i flera kännetecken från pungdjur som lever i den australiska regionen.
Inkanäbbmössen indelas i tre släkten med sammanlagt 6 arter.
- Caenolestes
  - Gråbukig inkanäbbmus (Caenolestes caniventer)
  - Caenolestes condorensis
  - Svart inkanäbbmus (Caenolestes convelatus)
  - Ecuadors inkanäbbmus (Caenolestes fuliginosus)
- Lestoros
  - Peruinkanäbbmus (Lestoros inca) -  (räknas ibland till släktet Caenolestes)
- Rhyncholestes
  - Chiles inkanäbbmus (Rhyncholestes raphanurus)